# Gaio Giunio Tiberiano
Gaio Giunio Tiberiano (in latino: Gaius Iunius Tiberianus; fl. 281–291) è stato un senatore romano di età imperiale.

## Biografia
Tiberiano fu console nel 281 con l'imperatore Marco Aurelio Probo e poi una seconda volta nel 291; in questo anno fu anche praefectus urbi, carica che mantenne fino all'agosto dell'anno successivo.
Potrebbe essere identificato col figlio di Ateio Giunio Tiberiano, tribuno militare della Legio X Gemina del 249. Fu probabilmente il padre del Giunio Tiberiano praefectus urbi del 303/304 e forse di Publilio Optaziano; in questo caso, sarebbe stato mandato in esilio per decreto del Senato poco dopo il 291.
Nel primo capito della Historia Augusta dedicata alla vita di Aureliano, l'autore (che finge di essere lo scrittore Flavio Vopisco) riferisce che l'idea di scrivere un libro sulla vita di questo imperatore gli fu data da Tiberiano: nel corso delle celebrazioni della festività dell'Hilaria, il prefetto dell'Urbe lo avrebbe accolto nella sua carrozza ufficiale, e avrebbe lamentato l'assenza di una storia in lingua latina della vita del suo antenato; e provvedette affinché i documenti necessari fossero messi a disposizione dalla Biblioteca Ulpia. Nel corso dello stesso aneddoto (che gli storici contemporanei ritengono però non autentico), Tiberiano avrebbe dimostrato una conoscenza critica degli scritti di storici antichi come Tito Livio, Sallustio, Tacito e Trogo.